# Centre Cultural Terrassa
El Centre Cultural de Terrassa, antigament el Centre Cultural de la Caixa de Terrassa, i actualment La Factoria Cultural de Terrassa (LaFACT), és un edifici del centre de Terrassa inclòs en l'Inventari del Patrimoni Arquitectònic de Catalunya.

## Descripció
Està situat al costat de l'antiga fàbrica Aymerich i Amat, a la Rambla d'Ègara. És un edifici de planta irregular, format per diversos cossos de formigó, amb cobertes planes i lluernes que imiten el coronament en forma de dent de serra característic de les construccions fabrils de la zona. A la part posterior hi ha l'auditori, de grans dimensions i planta quadrangular, més elevat, amb la part superior metàl·lica i de volums geomètrics. A la banda esquerra del conjunt hi ha un edifici d'estructura cúbica, amb façana metàl·lica i de vidre.

## Història
L'edifici de LaFACT, promogut per la Caixa d'Estalvis de Terrassa, amb l'objectiu de dinamitzar l'activitat cultural de la ciutat, va ser erigit en la commemoració del centenari de la fundació d'aquesta entitat, i s'inaugurà el 25 d'octubre del 1980. Els arquitectes que van participar en l'obra van ser Josep Soteras, Francesc Cavaller, Antoni Bergnes, Joan Baca i Reixach i Joan Baca i Pericot.
A partir del 1991 la gestió del centre formà part de la Fundació Cultural Privada Caixa Terrassa. Arran de la desaparició de la caixa, primer dins el grup Unnim i posteriorment absorbida pel BBVA, el centre es publicitarà els anys següents amb el nom de Centre Cultural de Terrassa.

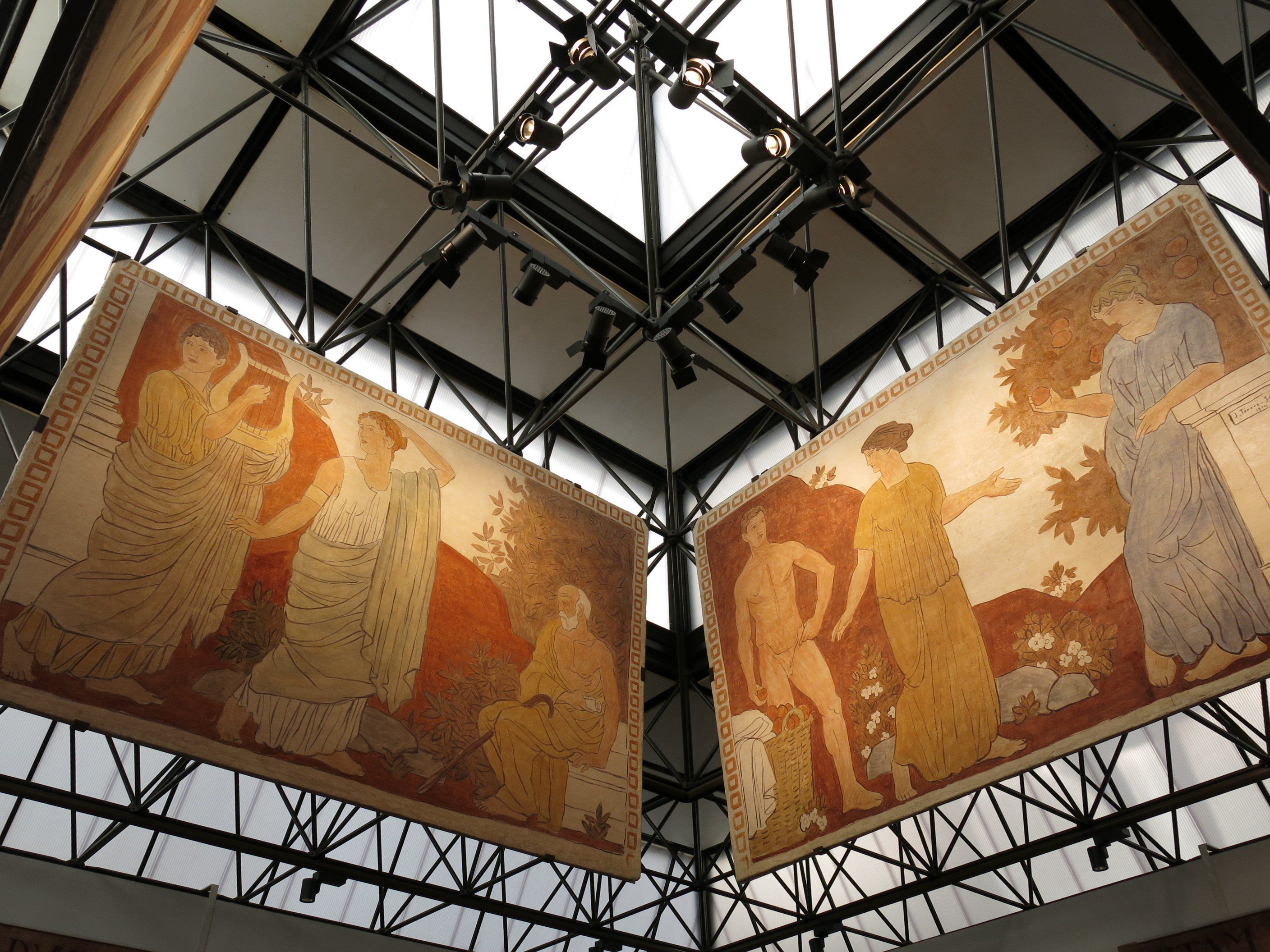
Murals de Joaquim Torres Garcia per a la seva residència de Mon Repòs, exposats al vestíbul superior

Des del 2015, al vestíbul superior s'hi exhibeixen de manera permanent els quatre murals que Joaquim Torres Garcia va pintar per a la sala de la lluerna de la seva casa de Mon Repòs, adquirides el 1993 per la Caixa de Terrassa per preservar-ne la integritat i retirades de l'edifici quan aquest es trobava en procés de restauració. Estan instal·lats en una estructura metàl·lica de manera que presenten la mateixa disposició del lluernari original.
El 16 de juny del 2021 es va presentar la nova imatge de la marca de la Fundació Antiga Caixa de Terrassa i l'edifici va passar a anomenar-se LaFACT, Factoria Cultural de Terrassa | El Centre Cultural. A més a més, es va augmentar el nombre d'espectacles anuals i el Programa d'Alt Rendiment.

## Galeria d'imatges

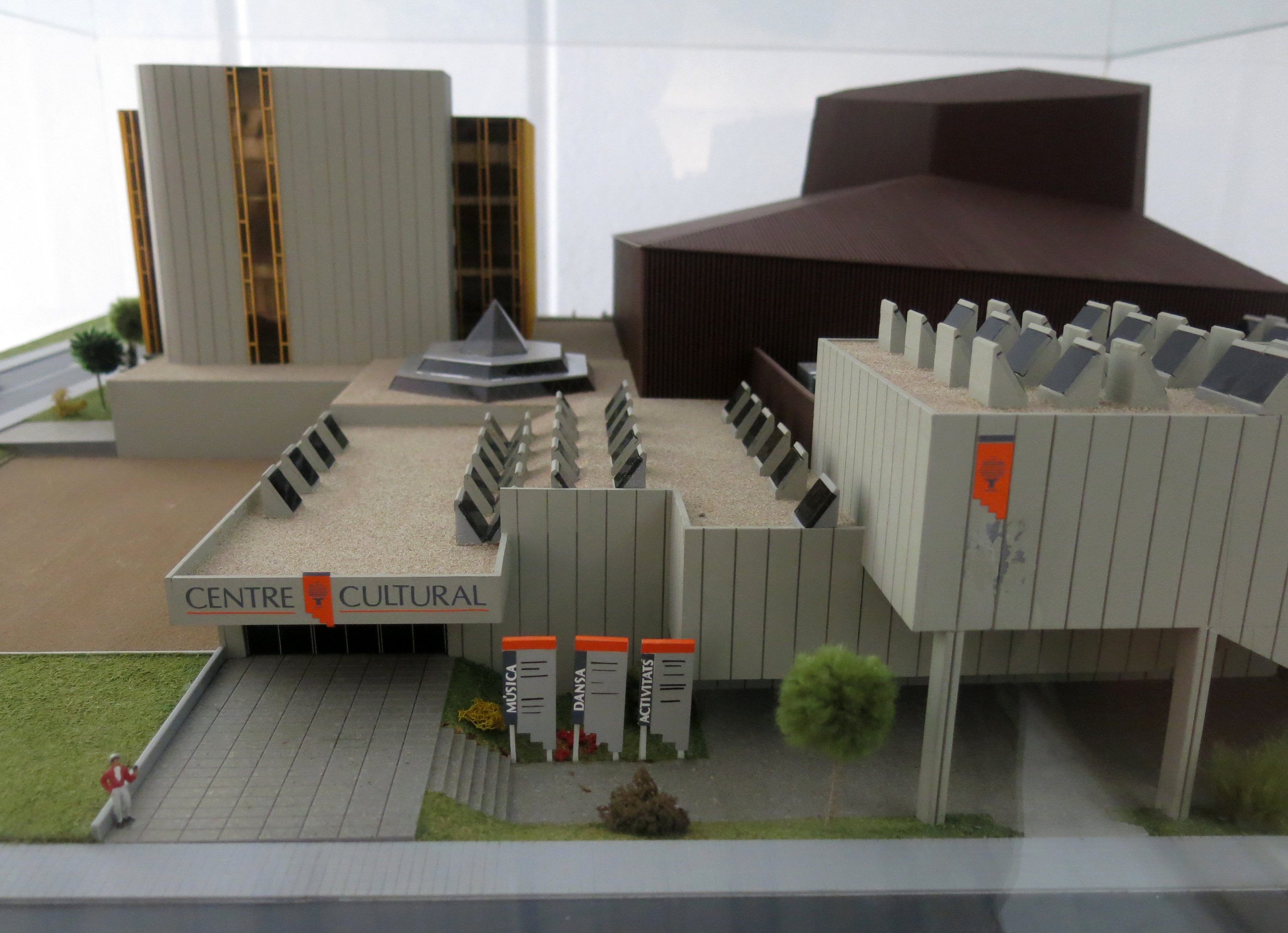
Maqueta de l'edifici, amb la cúpula de l'auditori al fons
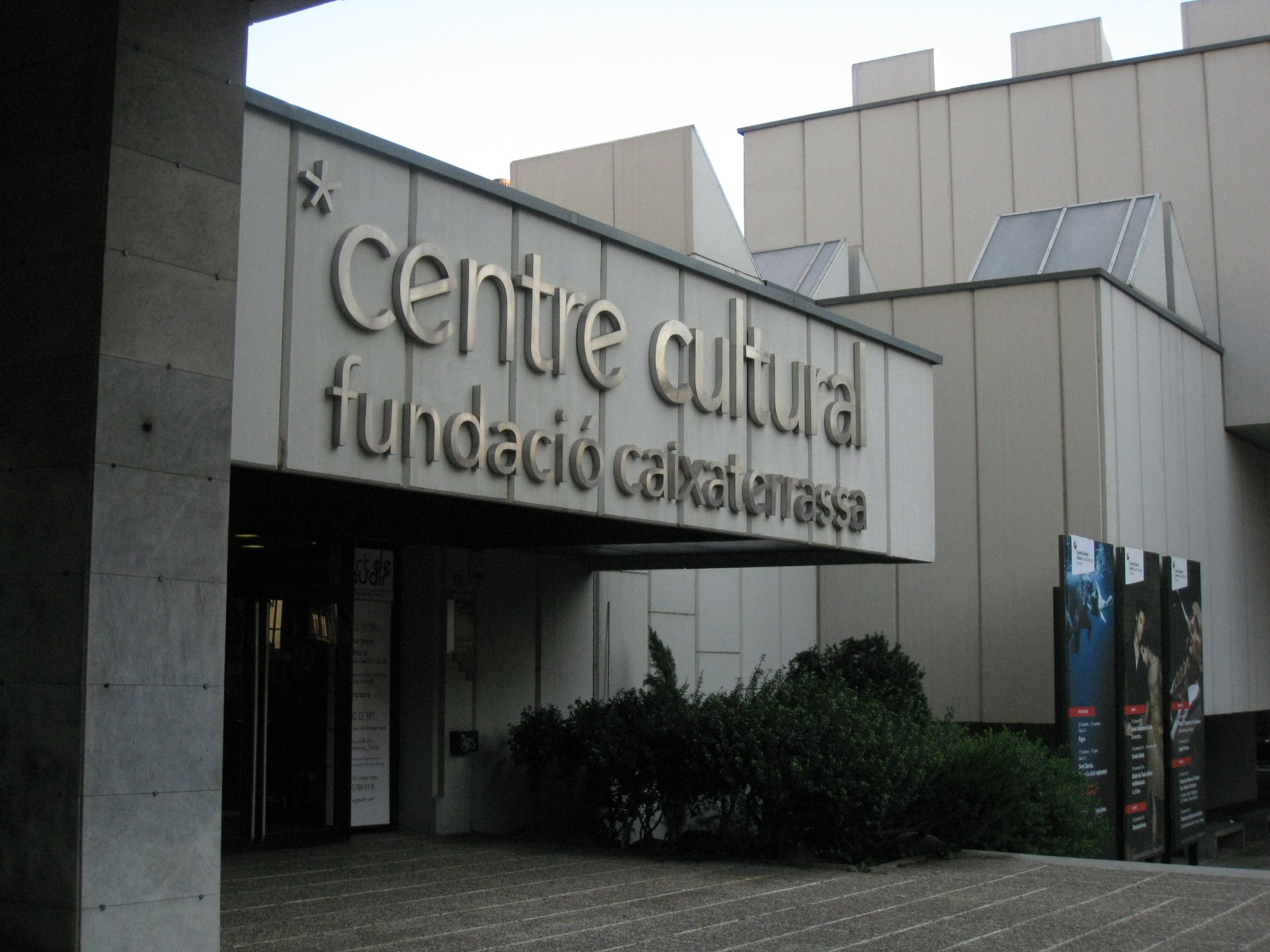
Nom que presentava LaFACT durant l'etapa fundacional (1980-1991)
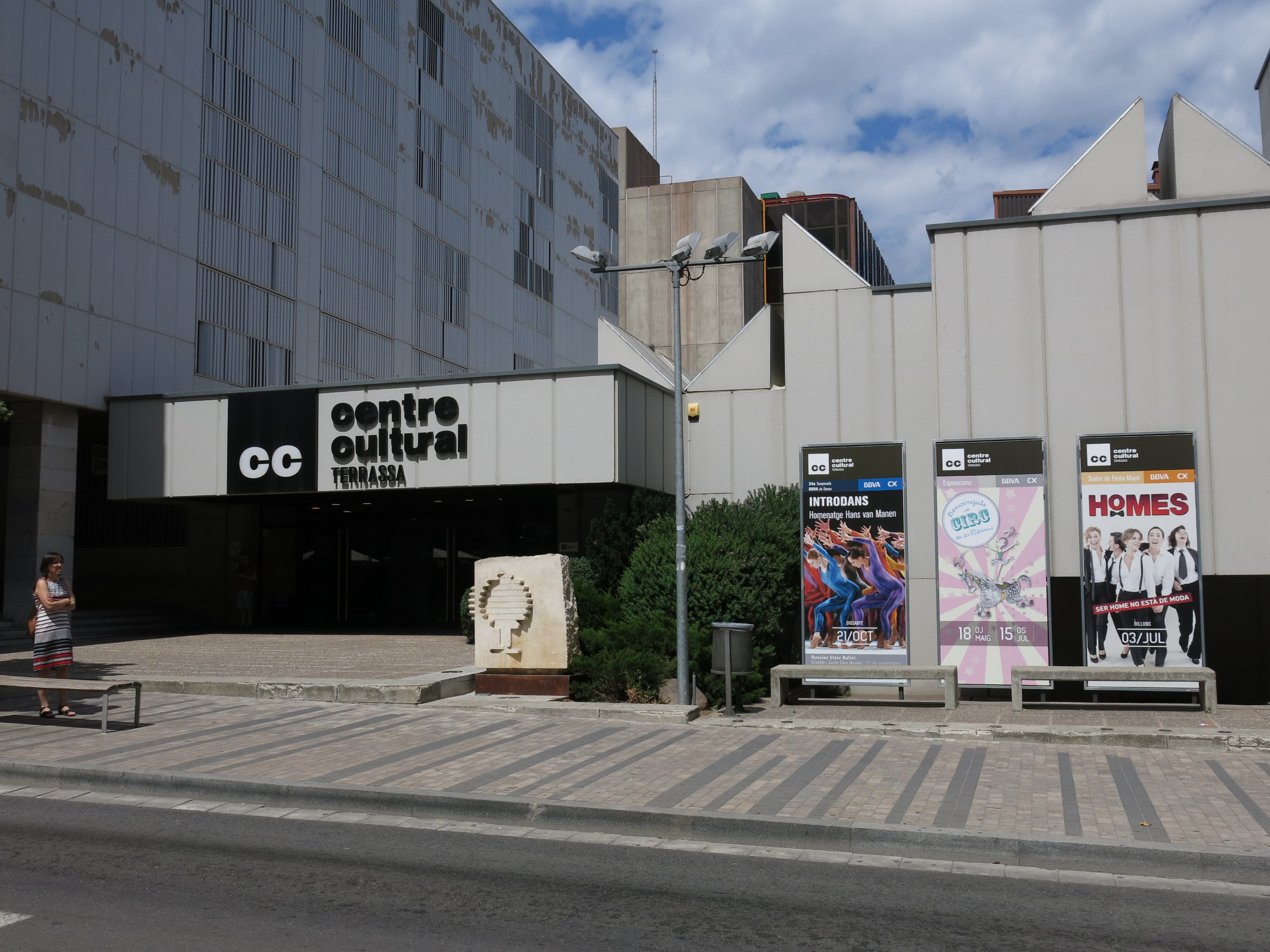
Aspecte que presentava durant els anys 1991-2021
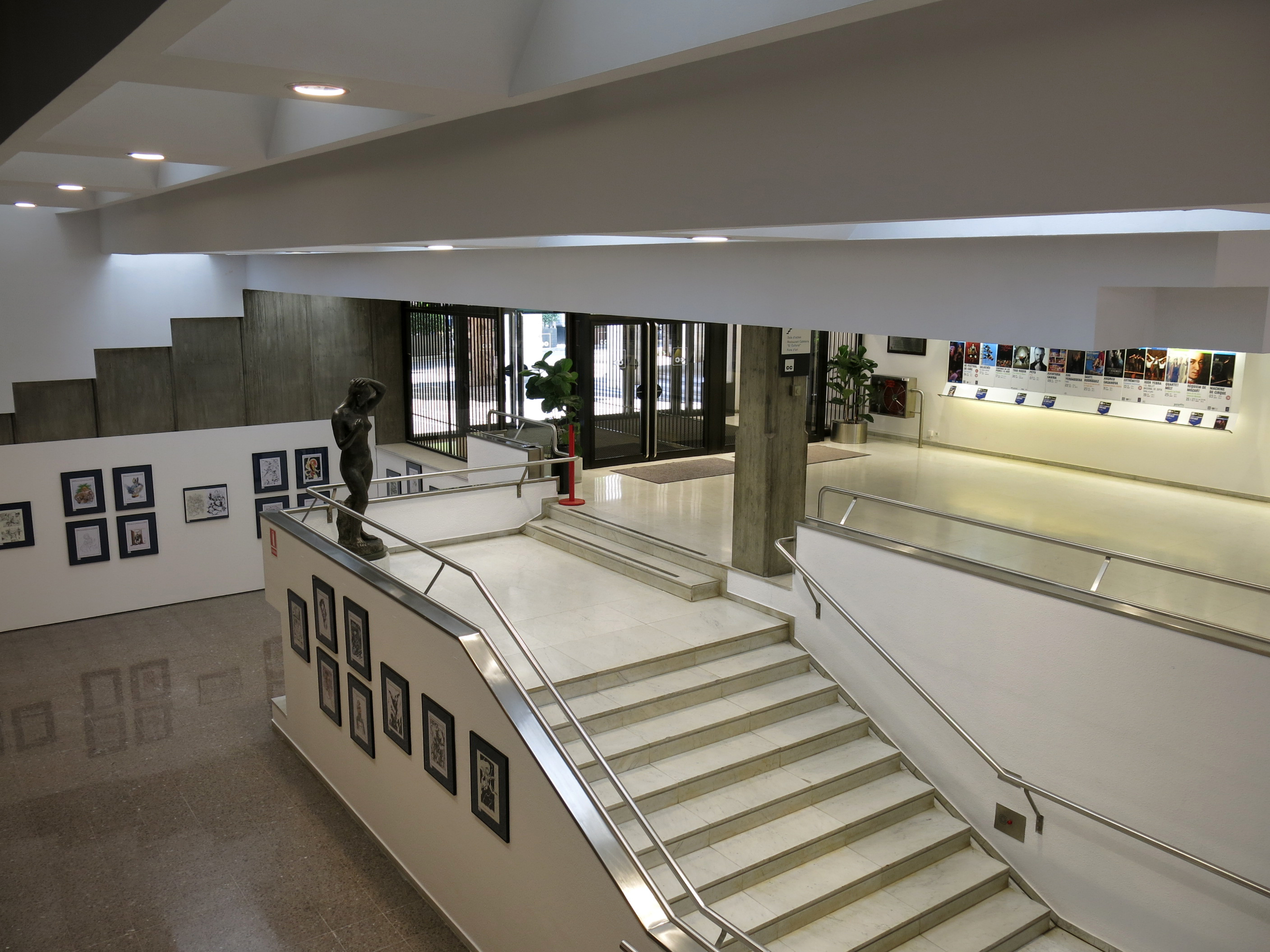
Detall del vestíbul d'entrada i d'una de les sales d'exposició